# Elena Romagnolo
Elena Romagnolo (* 5. Oktober 1982 in Borgosesia) ist eine ehemalige italienische Leichtathletin, die im Langstrecken- und Hindernislauf an den Start ging.

## Sportliche Laufbahn
Erste internationale Erfahrungen sammelte Elena Romagnolo im Jahr 2006, als sie bei den Europameisterschaften in Göteborg mit 9:52,38 min im Vorlauf über 3000 m Hindernis ausschied. Im Dezember wurde sie dann bei den Crosslauf-Europameisterschaften in San Giorgio su Legnano in 26:46 min 33. im Einzelbewerb. Im Jahr darauf wurde sie bei den Crosslauf-Weltmeisterschaften 2007 in Edinburgh in 27:06 min 32. und im August gelangte sie bei den Olympischen Sommerspielen in Peking mit 9:30,04 min im Finale über 3000 m Hindernis auf Rang zehn. Zudem wurde sie bei den Crosslauf-EM in Brüssel in 28:39 min Zehnte im Einzelbewerb. 2009 verpasste sie bei den Halleneuropameisterschaften in Turin mit 9:05,60 min den Finaleinzug im 3000-Meter-Lauf und im Juli gewann sie bei den Mittelmeerspielen in Pescara in 15:13,19 min die Silbermedaille über 5000 Meter hinter der Marokkanerin Hanane Ouhaddou. Anschließend schied sie bei den Weltmeisterschaften in Berlin mit 9:56,61 min in der Vorrunde im Hindernislauf aus. Im Dezember wurde sie bei den Crosslauf-EM in Dublin in 28:52 min 13. im Einzelbewerb. Bei den Crosslauf-Weltmeisterschaften 2010 in Bydgoszcz lief sie nach 26:17 min auf dem 24. Platz ein und im August belegte sie bei den Europameisterschaften in Barcelona in 15:14,40 min den vierten Platz im 5000-Meter-Lauf. Im Jahr darauf wurde sie bei den Crosslauf-WM in Punta Umbría in 27:31 min 50. im Einzelbewerb und 2012 belegte sie bei den Europameisterschaften in Helsinki in 15:24,38 min den siebten Platz über 5000 Meter und gelangte im 10.000-Meter-Lauf mit 32:42,31 min auf Rang acht. Anschließend nahm sie über 5000 Meter an den Olympischen Sommerspielen in London teil und erreichte dort mit 15:35,69 min im Finale Rang 15. 2013 gewann sie bei den Mittelmeerspielen in Mersin in 16:11,17 min die Bronzemedaille über 5000 Meter hinter der Französin Christine Bardelle und ihrer Landsfrau Silvia Weissteiner. im Dezember wurde sie bei den Crosslauf-Europameisterschaften in Belgrad in 28:07 min 33. im Einzelbewerb und im Jahr darauf gelangte sie bei den Crosslauf-Europameisterschaften 2014 in Samokow in 29:33 min 16. Auf nationaler Ebene blieb sie bis 2021 aktiv, ehe sie ihre sportliche Karriere im Alter von 40 Jahren beendete.
In den Jahren von 2005 bis 2007 wurde Romagnolo italienische Meisterin im 3000-Meter-Hindernislauf sowie 2008 über 5000 Meter und 2009 im 1500-Meter-Lauf. Zudem wurde sie 2009 Hallenmeisterin über 3000 Meter.

## Persönliche Bestleistungen
- 1500 Meter: 4:06,03 min, 9. Juli 2010 in Barcelona
  - 1500 Meter (Halle): 4:20,65 min, 19. Februar 2005 in Ancona
- 3000 Meter: 8:58,37 min, 17. Juli 2012 in Luzern
  - 3000 Meter (Halle): 8:54,14 min, 22. Februar 2009 in Turin
- 5000 Meter: 15:06,38 min, 7. August 2012 in London
- 10.000 Meter: 32:39,12 min, 3. Juni 2012 in Bilbao